# 安绍芸
概述

安绍芸（1900-1976），河北武清人，著名会计学家、我国现代会计的创始人、被称作中国现代会计之父，新中国主管全国会计事务首位官员，财政部会计司第一任司长。1951年11月，加入中国民主促进会，任民进中央委员，被推举为全国政协第三、四界委员。

1923年清华大学毕业后赴美国留学，1926年获威斯康辛大学经济学硕士学位。同年回国任复旦大学会计教授，又在上海交通大学、上海商学院任教授和会计系主任。还曾在东美大学、暨南大学、三江大学、震旦女士文理学院和光华大学等兼授会计课程，培养的学生包括娄尔行等。

1933年创办大成会计统计事务所，任主任会计师。

1929年著《经济学说史纲要》一书由世界书局在上海出版。另著有英文版《会计学大纲》和《中级会计大纲》，与袁际唐、邹枋合译《会计师查账之实践》（民智书1930年）等。会计学术论文主要有《借贷对照表漫言》（《商学期刊》1929年第1期），《研究会计学者应有的警觉》（《现代会计》1948年第6期）等。1928年5月在《会计学报》上发表《关于美国会计调查报告》。审计学术论文主要有《现金检查》（《经济学季刊》1930年10月），《待收账款审计》（《计学杂志》创刊号1941年第1卷第1期）和《审计开始时的几项重要工作》（《立信会计季刊》1941年第15期）等。曾主办《新会计》、《工业会计》两个刊物。

中华人民共和国成立后，任财政部会计制度司司长，主持设计一系列全国统一的会计制度，从而为今日中国会计事业打下基础。

奠基会计事业

安绍芸（1900－1976），河北省武清区陈咀镇渔坝口村人，1923年毕业于清华大学（和梁实秋、吴卓、梅贻宝及一位未及入学即行病逝的应某同年从直隶省考入清华），是新中国主管会计事务的首任官员。如果谈论现代会计史，安先生是最不能遗漏的重要人物之一。
安绍芸先生毕生致力于会计事业，有人将他与谢霖、潘序伦、徐永祚等并称为“20世纪中国十大会计名家”。由于安先生的职务原因，他对新中国会计发展的作用不言而喻。

民国时期的活动轨迹

1940年6月，《公信会计月刊》第三卷第六期在《会计界人物志》中，对安先生在民国时期的活动，有翔实的介绍：“安绍芸先生天赋独厚，前后益受知于美儒，虽揣摹未久，而于会计经济之学，已融会一炉。民国十五年得获该校经济学硕士学位。学成归国，受聘于复旦大学，任会计学教授。旋入大美查账局，为查账员，历时凡三载有半。继又担任中华工业厂及章华等厂为会计主任有年。对于账务制度之设计，会计事项之改进，尽心辟划，贡献尤多。惟国之经济，乃藏于民，不图工商业之发展，无以言国裕。先生有鉴于斯，认为欲求改进，当以提高会计教育程度为先，爰于民国廿二年，与刘大钧博士等合组大成会计统计事务所，始执行会计师职务。频年以来，甚得各方信仰，嘉誉交驰，近更致力教育事业，兼任国立上海商学院会计系主任。

”“先生状貌魁梧，豪爽过人，处事严谨，不假苟且。能辨善断，守正好学，先生之为也。其行如此，洵可为我后学所法取之。”遗憾的是，在笔者所见的民国时期会计史料中，有关安先生的文字似乎不多。我曾见其英文论文，发表在《会计学报》（国立暨南大学商学院会计学会编，1928年5月），文章标题极长，内容是关于美国会计的调查报告。该刊上还有安先生作为暨南大学会计学会顾问时与他人的合影，当时显得年少且清瘦，很难联想到“状貌魁梧，豪爽过人”。

新中国首任会计司长

新中国成立后，安先生奉调赴京，任财政部会计制度处处长。1951年，会计制度处改称会计制度局（现称会计司），安先生续任司长，主持设计一系列全国统的会计制度，为开创新中国的会计事业打下基础。

根据杨纪琬先生的回忆，1949年7月，以雍文涛、谭伟、林里夫三人为首的东北会计招聘团到上海，请时任上海市第一任财政局局长顾准推荐人选，顾想到了安绍芸。经面谈，安先生一行数人于1949年10月上旬到达天津。此时，接到中央财经委员会的电报，转道北京，受命筹组计划局下属的成本价格处。期间，又接到调令，一行七人赶赴财政部。当时在财政部的苏联专家库图佐夫建议这批会计专家到财政部，薄一波接受了这个意见，并向陈云要来了这一批会计专家。

1949年11月1日，财政部正式办公。当年年底，财政部成立会计制度处，安先生任第一任处长。1950年，会计制度处改称会计制度司（现称会计司）。1951年4月，安先生任第一任司长，主持设计一系列全国统的会计制度。在财政部由党外人士担任司长职务的, 安先生是最早的两人中的一个。当时的财政部第一副部长戎子和向部长薄一波汇报, 薄一波问：“这个人的学问怎么样? 戎子和说：“第一流。”薄一波又问：“ 工作态度怎么样？”戎子和说：“ 勤劫恳恳, 任劳任怨。”薄一波说：“那就当司长。”直到1957年8月，安先生积劳成疾, 脑血栓致使半身瘫疾, 离开工作岗位。

会计制度处建立伊始, 为财政部起草发出的第一个文件，是关于书写数字的分位规定。当时有两种主张：一是按中国四位数的念法书写，四位为万，万万为亿，万亿为兆；可国际上通用的是三分位法。安绍芸认为在这个问题上，应该采用国际通用的标法，经部长同意后，发出采三分位写法的文件。

在国家实行计划经济管理的全新背景下，最难把握的问题显然是：如何正确处理会计工作、计划工作和统计工作的关系。
在安先生所发表《拟订中的国营企业新资产负债表的内容与格式》中，有一段清醒的论述
“新资产负债表的结构和内容，如资产、负债两方下的大分类，和大分类下项目的规定，都是和计划、统计的要求相配合的。不过所谓配合，是指工作上取得协调而已，而并不是做附庸，因为会计与统计、计划，在国家管理经济的工作中，都各有其独立的任务，作为会计报表中最主要的资产负债表，自然也有其本身应有的作用。会计和统计、计划，如果不很好配合，当要造成许多工作上的浪费，减低工作的效率，但如果超越限度，过于被动，也必将低估自己所负的使命，同样对工作发生不利。”（《新会计》第10期，1951年10月25日）

对于会计在经济核算制中的作用，安先生是以“神经中枢组织”来比喻的：“实行经济核算制，贯彻经济核算制，是各国营企业所一致努力的方向。要胜利地达到这个方向，客观的条件固然很多，但健全的会计工作，是许多条件中最重要的一个，因为会计可说是经济核算制中的神经中枢组织，没有会计，经济核算制工作就会一步也不能推动的。这个道理很明显，大家都能知道的。
“企业实行和贯彻经济核算制，简单言之，是要在根据计划的原则下，保证以最少的物力、人力和财力来完成生产的任务，因之在实际工作中，就要注意物资应如何节省，劳动力应如何提高，资金周转应如何使其迅速，各种浪费应如何将其消除，设备能力应如何发挥利用，等等，而所有这些措施都走向着一个共同的目标，就是使生产的成本降低，使利润的积累增加，从而扩大其再生产的能力。为了达到这一目标，我们就必须依靠各种资料来反映企业的活动情况，随时加以检查，随时加以改进，而会计资料就在这一点上发生出最重要的作用。”

记账方法之变革

新中国成立之初，从中央财政部会计司为统一记账方法所采取的措施，更可见安先生高瞻远瞩的智慧和领导策略。当时的记账方法有很多种，主要有四种：一般国营企业和地方公营企业所使用的借贷记账方法；章乃器先生、徐永祚会计师等所提倡的收付记账方法；中国人民银行所使用的收付记账方法：两个预算会计制度所规定的收付记账方法。

安先生在《新会计》（95年12月25日）发表《介绍修订总预算会计制度及单位预算会计制度的几个要点》一文。他认为：
“我国现行的主要记账方法虽有四种如上述，但如分析其本质，实在只有借贷记账方法和章乃器先生、徐永祚会计师等所提倡的收付记账方法二种。人民银行所使用的收付记账方法，在本质上就是借贷记账方法，所不同者，‘借’‘贷’二字，改为‘收’‘付’二字而已。两种预算会计制度所规定的收付记账方法，虽是将借贷记账方法和收付记账方法结合成为一个记账方法的一个尝试，但是因为它是从借贷记账方法的理论出发，所以在本质上仍是偏于借贷记账方法一面的。”

继而，安先生指出主要的这两种记账方法的异同点：“同样的会计科目，同样的会计事项，用借贷记账方法记账的结果和用收付记账法记账的结果，除左右方向对掉外是完全一致的。所以如果把一种记账方法的左方右方对掉，把原记入左方者记入右方，把原记入右方者记入左方，则在事实上两个绝对不同的记账方法间的矛盾便可获得解决，或者说便已结合成为一个记账方法。”

为了尽可能统一这两种方法，安先生领导下的中央财政部会计司，在制订预算会计制度时，经过了“原规定”和“修订后的规定”两个步骤。
“原规定”是指在1950年内拟定，从95年月1日起施行的《各级人民政府暂行总预算会计制度》和《各级人民政府暂行单位预算会计制度》，其基本规定的行文，是以收付记账法为主，但“把收付记账方法的左方右方对掉，以迁就借贷记账方法，因此特地说明‘一切记账格式概以付方列左收方列右’。所以两种预算会计制度原规定的记账方法仍是偏于借贷记账方法，表面上用的是收付二字，本质上用的是借贷记账方法的理论和形式。”并且，另有补充规定：“但如事实需要得改用借贷记账方法登记科目。”也就是说，一旦企业有必要根据补充规定改用借贷记账方法时，和基本规定也不会发生冲突了。

到了1951年年底，中央财政部会计司又提出了两个预算会计制度的修订方案。修订后的规定，则是反过来，行文时以借贷记账方法为主，规定有必要时方可采用收付记账法，“本制度采用复式簿记原理，借贷记账方法登记账目。但各级总（单位）会计得参照事实需要，改用收付记账方法，以付方列左，收方列右。”

经过这样的两个步骤，就以“因势利导缓步前进的方式”，将占主导地位的记账方法从收付记账法转向了借贷记账法。安先生也预见到人们对于“借贷”二字在理解上的困难，极易引起不必要的甚至无休止的争议，因此下了个巧妙的定义：“借贷记账方法的‘借’‘贷’二字，就是‘左’‘右’二字的代名词，借为左，贷为右。一般研究会计学术者与从事会计实际工作者对于‘惜’‘贷’二字的认识，都达到此为止，不须要作进一步的研究。我不是说不须要深入钻研，我是感觉到现在我们有更重要的会计问题须要从速解决。”

对会计理论的主要贡献

安先生的理论研究涉及到经济与会计等方面，在会计领域则更多的从事会计基本理论、审计学与会计制度研究。出版经济学与会计学著作3部，发表会计学术论文近20篇。出版著作是《经济学说史纲要》（经济学丛书，上海世界书局1929年），英文版《会计学大纲》和《中级会计大纲》，与袁际唐、邹枋合译《会计师查账之实践》（民智书1930年）等。会计学术论文主要有《借贷对照表漫言》（《商学期刊》1929年第1期），《研究会计学者应有的警觉》（《现代会计》1948年第6期）等。1928年5月在《会计学报》上发表《关于美国会计调查报告》。审计学术论文主要有《现金检查》（《经济学季刊》1930年10月），《待收账款审计》（《计学杂志》创刊号1941年第1卷第1期）和《审计开始时的几项重要工作》（《立信会计季刊》1941年第15期）等。

会计制度研究方面的论文，从时间上看可分为两部分。一部分是民国时期发表的，主要有，在《国立上海商学院院务半月刊》上发表《煤矿公司会计制度》（1934年第16期）和《中国亚浦耳电器股份有限公司灯泡部成本会计制度》（1935年第25期）；以及《某机械组复工各厂会计规程及施行细则》（《公信会计月刊》1946年第8卷第2、第3期）等。另一部分是新中国成立后1950年代撰写的，主要有，在《新会计》发表《总预算会计制度第8条关于记账方法的说明》（创刊号1951年1月），《拟订中的国营企业新资产负债表的内容与格式》（第10期1951年10月）和《介绍修订总预算会计制度及单位预算会计制度的几个要点》（第12期1951年12月）和《关于国营企业编送决算报告办法统一会计报表和统一会计科目的说明报告》（《新会计》1952年第14期）；以及《介绍“国营工业企业基本业务标准账户计划1957年补充规定”的内容》（《工业会计》1957年总60）等。

安先生的理论著作中最有影响的数《经济学说史纲要》一书，为民国时期少有的经济学史之教材，被列入经济学丛书。1929年面世，后来多次再版。在其会计学论著中，《总预算会计制度第8条关于记账方法的说明》一文，颇具影响。1988年被节录，作为新中国成立30年的“重要文章和报告”收入杨纪琬主编《中国现代会计手册》（中国财政经济出版社）之中。

安先生的会计论著，既有作为一个学者从理论层面进行探讨的成果，又有一个政府会计官员对会计实务所进行的工作指导文件，其主要理论观点体现在如下几个方面。

一是会计关系国家盛衰。1940年代的中华民族，国运衰弱，经济低迷，民生惨淡。身为会计师的安先生出于强烈的爱国主义和高度的责任感认为这一切与会计有关，会计学者应当负起这个责任。他在上海大夏大学发表的一次学术报告中阐述了这一观点。安先生从宏观角度考察当时的中国是政府无能，工商凋敝，公私机关贪污成风。如果不解决这些问题，中国就不可能兴旺起来。他认为，造成这种现象的根源是一切工作事先没有一个完整的确切可行的计划，作为执行各项工作的依据；一切公私机关或工作人员之间的职权没有明确的划分，因而产生“推、拖、呈、转”等现象；没有严格的功过赏罚标准和一定的纪律等。所有这些归结起来，是无会计为之提供各种资料。没有会计资料，就不能订出良好的计划，也无法划分各个职能部门的责任，也就没有实行赏功罚过和维护纪律的标准。无疑，研究会计的学者应当担负起这个责任来。
安先生的上述观点突出了会计在经济管理中的作用与会计学者的社会责任，并把它上升到国家盛衰的高度，可谓高屋建瓴，会计学者的赤子之心与报国之情跃然纸上。诚然，国家兴衰，会计有责。但是政府无能与工商凋敝仅靠会计发挥作用恐难以奏效，政治改革则是其中的重要因素。

二是会计是经济核算制的“神经中枢组织”。安先生认为，实行经济核算，贯彻经济核算制，是国营企业所一致努力的方向。要胜利地达到这个方向，客观的条件固然很多，但健全的会计工作，是许多条件中最重要的一个。因为会计可说是经济核算制中的神经中枢组织，没有会计，经济核算制工作就连一步也推动不了。
企业贯彻和实行经济核算制，就是要在根据计划的原则下，保证以最少的物力、人力和财力来完成生产的任务。在实际工作中，就要注意物资应如何节省，劳动生产率应如何提高，会计资料就在这一点上发挥最重要的作用。
上述观点虽然是在计划经济条件下的产物。“经济越发展，会计越重要”。市场经济的现实证明，会计的“神经中枢组织”的地位更加突出，作用更显充分，愈加证明安先生观点的正确性。正如财政部部长谢旭人所言，“会计工作作为各方面管理的基础工作，它的作用将越来越明显。”

三是借贷与收付的异同点。对于记账方法的讨论，民国时期的借贷与收付之争一直延续到1950年代，财政部会计司为统一记账方法采取了一系列措施。安师站在政府主管会计事务官员的角度，在《介绍修订总预算会计制度及单位预算会计制度的几个要点》中阐述了自己的观点。他认为，“借贷”与“收付”这两种记账方法的异同点在于，同样的会计科目和同样的会计事项，用这两种方法记账的结果，除左右方向对掉外是完全一致的。
他在主张以借贷记账法代替收付记账法的同时，预见到人们对于“借贷”二字在理解上的困难，作了如下解释：借贷记账法的“借贷”二字，就是“左右”二字的代名词，借为左，贷为右。一般研究会计学术者与从事会计实际工作者对于“借贷”二字的认识，都到此为止，不须要作进一步的研究。
上述论段既明确道出了借贷与收付的异同点，也是对借贷记账法的一种通俗解释，还可看成是会计后人提出“左右记账法”的思想渊源。特别是对“借贷”就是“左右”，一般学者与实务工作者，不必深究的观点，体现了少争论、干实事的思想，值得提倡。

四是会计、计划和统计工作关系。新中国成立初期，在国家实行计划经济管理的全新背景下，如何正确处理会计、计划和统计工作的关系，是难以把握的重要问题之一。安先生在《拟订中的国营企业新资产负债表的内容与格式》的专题报告中，有一段精彩的论述。他说，过去，我们不能否认，会计和计划、统计工作，还没有很好的配合，两者的科目不尽一致，两者的报表不尽协调，这种偏差是可能存在的，这是各方面工作在草创中所难避免的现象。但这种现象，不能允许长此下去。会计要主动和计划、统计的要求相配合。所谓配合，是指工作上取得协调而已，而并不是做附庸。因为会计与统计、计划，在国家管理经济的工作中，都各有其独立的任务和作用。会计和统计、计划，如果不很好配合，当要造成工作上的浪费，减低工作效率，但如果超越限度，过于被动，也必将低估自己的使命，同样对工作不利。
安先生的“关系论”揭示了处理三者关系的秘诀——主动配合，有所作为。计划经济条件下，处理会计、统计与计划工作的关系如此；市场经济条件下，也需要三者之间的相互配合与合作，更需要会计工作有所作为，才能充分发挥会计的“神经中枢组织”作用。

五是会计等式“资金运用=资金来源”的关系。安先生在《拟订中的国营企业新资产负债表的内容与格式》一文中对“资金运用=资金来源”进行的理论阐述，是新中国成立后我国会计学者对此进行的首次论述。他认为，资金来源和资金运用的关系，骤然视之，似乎与过去的资产=负债+净值的关系，没有多大差异，但如果深入地研究，即可以知道两者之间是有着很大的不同意义。资本主义式的资产负债表，其任务固然也在表现企业的财务变动状况，但重点却在察看企业的偿债能力如何。新资产负债表的功用，并不在这个地方，它重点是在反映企业资金再生产的情况和在周转中的利用强度。

上述观点，在新中国成立之初及计划经济时期，为确立和推行“资金运用=资金来源”这一会计等式，起到了较好的舆论导向作用。既体现了社会主义会计为无产阶级政治服务的特点，又符合当时的历史背景与会计实务的需要。他作为一位受民国会计教育的新中国会计主管官员，能在较短的时间转变观念，宣传和推行社会主义会计理论与思想，实在难能可贵。

其他
1976年7月，76岁的中国现代会计大师、新中国会计制度的奠基者，带着满腹遗憾与愁肠，艰难地走完了他的会计人生旅途，在北京辞世。
1988年，被《中国会计史稿》（郭道扬，中国财政经济出版社，1988：628）收录为民国时期著名会计学者之一。
2000年，作为20世纪中国会计学界名人被收入《中国会计学界百年星河图》（郭道扬，《财会通讯》2000年第1期），列入32位二星人物之首。
2001年，被列入20世纪19位中国会计人物收录于《中国会计的世纪决算（世纪凭证——人物）》（王建忠，《财务与会计》2001年第1期），排第9位。
2013年，被评为首届中国会计名人，在9位中排第8名。
其子安继刚现任清华大学核研院应用核技术所所长、研究员、博士生导师，于2005年12月13日当选中国工程院院士。
附：75年前安绍芸著《现金检查》摘记

（作者不详）

2005年12月25日，从自己的藏书中，找到一本1930年10月出版的《经济学季刊》，其中：安绍芸著《现金检查》一文读后，感觉今天的审计仍有借鉴作用，虽然已过去75年了。
原文照抄其绪论部分如下：
现金检查或如何检查现金是检查过程的一部，极重要的一部。有人讲但知如何检查现金，应收各项及商品即已知检查过程的十分之九。以著者的过去经验而论，此貌似过甚之论调实非过甚，而现金检查在三者之中尤居首要地位，所以特地提出现金检查与海内同志讨论。
现金检查的目标有二：
（一）推敲在某一定时间依据现金记录所应有的现金数额在事实上是否果有此数；
（二）试验经管现金者是否有会计能力及是否诚实可靠。第一目标与第二目标有连带关系。在某一定时间依据现金记录所应有的现金数额如不与事实上所有的现金数额相符，则经管现金者如非舞弊必定缺乏会计能力。

无论何人既肯负代他人经管现金责任，便应认为愿负会计责任，且愿随时将所会计者奉与他人检查，以表示其会计的清楚及其人品的廉洁。此观念已深入人心，凡代他人经管现金者类能道之。但是人类终不能完全脱情感的支配，于是司检查现金者在与被检查者或现金经管人接洽一切时，遂应特别机警圆滑，应用一切外交技术。

[1] 汪一凡.安绍芸 奠基会计事业[J].2008,（12）新理财，2008-12-01
[2] 杨纪琬.疾风知劲草——纪念安绍芸诞辰九十周年[J].1990，（11）财务与会计，1990-11-15
[3] 项怀诚.在“杨纪琬奖学金”新闻发布会上的致辞[J].2002，（4）教育财会研究，2002-04-15